# Grażdanskij (obwód samarski)
Grażdanskij (ros. Гражданский) – osiedle w Rosji, w obwodzie samarskim, w rejonie krasnoarmiejskim. W 2010 liczyło 542 mieszkańców.